# Quel bastardo giallo
Quel bastardo giallo (That Yellow Bastard) è il quarto volume della serie a fumetti Sin City di Frank Miller, pubblicata originariamente come miniserie di 6 numeri dall'editore statunitense Dark Horse Comics nel 1996 (febbraio - luglio). Successivamente raccolta in volume più volte, con l'aggiunta di materiale extra, come tavole nuove, copertine inedite e pinup (disegni raffiguranti uno o più personaggi in pose plastiche) opera di diversi autori celebri. Quel bastardo giallo consta anche di un'edizione limitata di 500 copie, tutte con certificato di autenticità e firmate da Frank Miller.
In italiano sono state pubblicate diverse edizioni in volume di questo episodio della saga della "città del peccato". Le principali sono quella della Play Press e della Magic Press.

## Trama
John Hartigan, un agente della polizia di Sin City ormai vicino al prepensionamento per via di una malattia cardiaca, salva una ragazzina di 11 anni di nome Nancy Callahan, dalle grinfie di un pedofilo (Junior) figlio del senatore Roark, appartenente alla famiglia più potente e influente di Sin City. Nel salvare la bambina Hartigan ferisce gravemente Junior sparandogli in un orecchio, una mano e nei genitali, mandandolo in coma; quindi il suo collega ed amico Bob lo tradisce e viene così incastrato e condannato al posto del maniaco. Dopo 8 anni di prigionia e di torture l'agente viene rilasciato e subito si mette alla ricerca di Nancy, che per tutti quegli anni lo aveva accompagnato con le sue lettere, ogni giovedì, ogni settimana, per otto anni.
Una volta a casa della ragazza trova un pacchetto di fiammiferi con scritto Kadie's bar, un unico indizio, forse quello giusto. Giunto lì la vede, sta per avvicinarsi quando capisce; era una trappola, c'era Junior, lui con quel suo odore nauseabondo. Cerca di allontanarsi senza farsi notare quando Nancy lo vede e gli si getta tra le braccia baciandolo. Sono costretti così a scappare; nell'inseguimento in macchina Hartigan colpisce Junior e crede di averlo sistemato; giunti in un Motel per passare la notte vengono presi alla sprovvista e Nancy viene rapita. Hartigan impiccato riesce a liberarsi, e tortura quegli stessi sicari corsi nel posto per finire il lavoro. Si fa dire dove l'avevano portata: alla fattoria, tutti i poliziotti conoscono quel posto. Dopo aver eliminato le guardie riesce ad entrare e sottrarre una seconda volta la "piccola" Nancy dalle grinfie del maniaco. Ora può portare a termine quello che non aveva fatto 8 anni prima: uccidere Junior. Distruggendo così, definitivamente la stirpe dei Roark.

Quando si allontanano dalla fattoria, Hartigan accosta e dice a Nancy di proseguire, lui doveva ancora finire un lavoro, mandare in prigione quella anima corrotta del senatore Roark. Nancy lo bacia appassionatamente; un ultimo bacio, ma lei ancora non lo sa. Non appena Nancy si allontana, infatti, Hartigan, consapevole che nessun tribunale al mondo avrebbe mai condannato il senatore Roark, e che lui non si sarebbe mai fermato pur di vendicarsi della morte del figlio, si spara alla testa: in questo modo nessuno avrebbe mai più cercato Nancy Callahan e lei sarebbe rimasta al sicuro. 
L'episodio è così intitolato a causa del colore che il figlio del senatore ha assunto come effetto collaterale degli interventi a cui è stato sottoposto dopo aver riportato gravi ferite dal primo scontro con Hartigan.

## Altri media
Questa storia è uno dei tre episodi trasposti nel film omonimo di Frank Miller e Robert Rodriguez, con Bruce Willis nei panni di Hartigan e Jessica Alba nei panni di Nancy.